# Barry Bonds
Barry Bonds (Riverside (Californië), 24 juli 1964) is een Amerikaanse voormalig honkbalspeler die het grootste deel van zijn carrière uitkwam voor de San Francisco Giants in de Major League Baseball (MLB). Hij heeft verschillende honkbalrecords op zijn naam staan. Op 4 augustus 2007 evenaarde hij het homerunrecord (755) van Hank Aaron, om 3 dagen later, 7 augustus, het voor zichzelf te claimen met een homerun tegen de Washington Nationals.

## Balco-affaire
In 2007 zei Pat Arnold in een televisieprogramma van HBO dat hij en honkbalspeler Gary Sheffield gebruikmaakten van de designer anabolen van het bedrijf BALCO. Bonds heeft zelf altijd ontkend dat hij anabolen van BALCO gebruikte, maar deze verklaring zou haaks staan op het bewijsmateriaal uit de BALCO-zaak. Uiteindelijk werd Bonds niet veroordeeld in deze zaak voor dopinggebruik in zijn carrière. In april 2011 werd hij wel veroordeeld voor obstructie van de rechtsgang in de Balco-affaire. In 2015 werd hij echter vrijgesproken voor deze aanklachten.

## Records
Dit overzicht is mogelijk incompleet; u kunt helpen door het uit te breiden.
- 14x Major League Baseball All-Star Game
- 7x MVP[7]
- 2001: Meeste homeruns (73) in een MLB-seizoen[8][9]
- Meeste homeruns (762)[10]

- International Standard Name Identifier: 0000 0000 3590 027X
- Library of Congress Control Number: n93095476
- Nationale Bibliotheek van Tsjechië: jo20201067710
- Virtual International Authority File: 45980457
- WorldCat: E39PBJwX6MFwTVKtK7gHbCtFrq